# David Kertzer

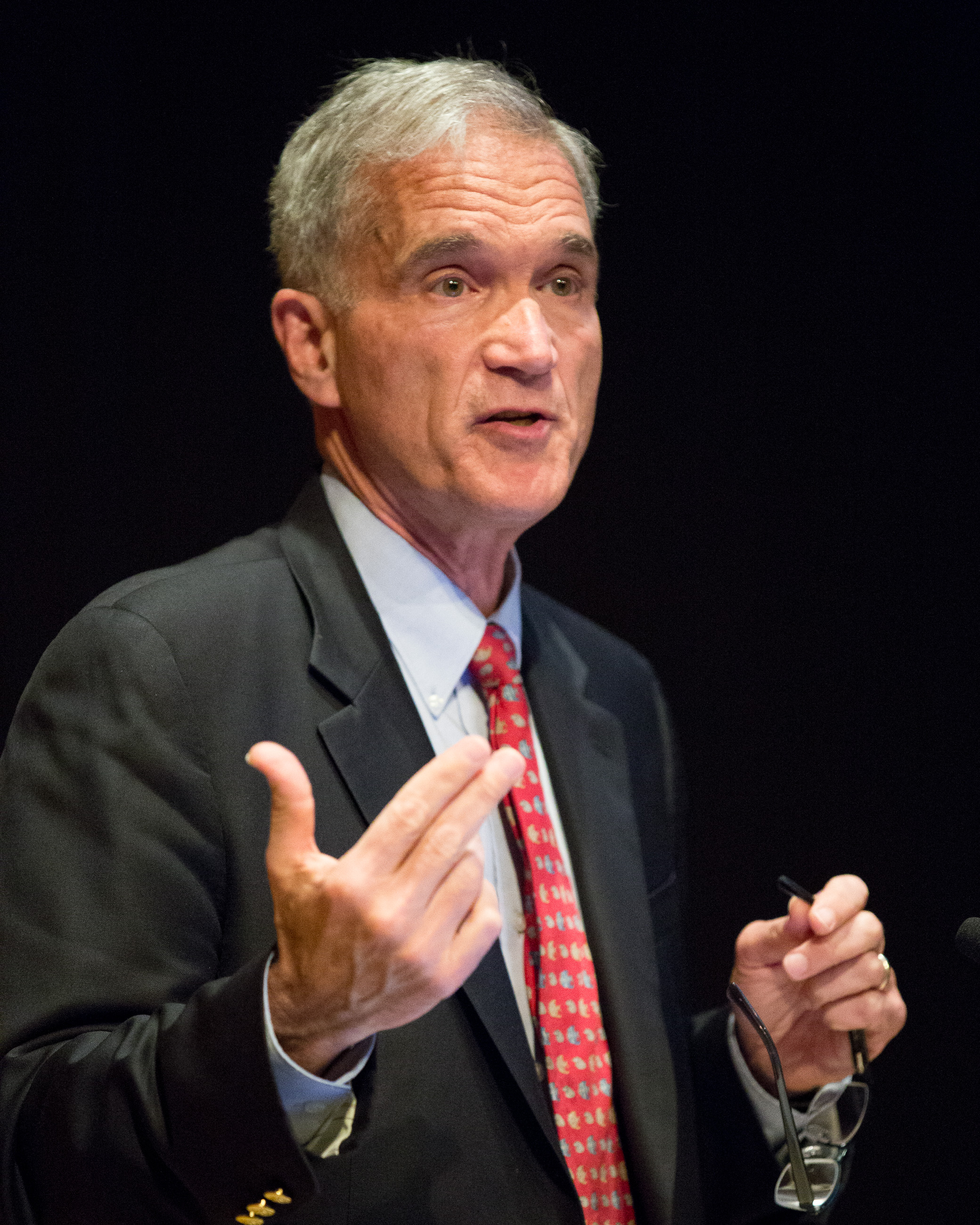
David Kertzer 2015

David Israel Kertzer (* 20. Februar 1948) ist ein Professor für Sozialwissenschaft, Anthropologie und italienische Studien an der Brown University in Providence, Rhode Island. Er ist Mitglied der American Academy of Arts and Sciences und Pulitzer-Preisträger.

## Leben
David Kertzer ist Sohn eines Rabbiners. Er studierte an der Brown University und graduierte 1969. Im Jahr 1974 wurde er in Anthropologie an der Brandeis University promoviert. Die folgenden Jahre lehrte er am Bowdoin College. 1992 wurde er Professor für Anthropologie und Geschichte an der Brown University.
Seit 1998 forschte er im vatikanischen Archiv. Als die Akten zum Pontifikat Pius’ XI. 2006 geöffnet wurden, wertete er auch Akten im Archivum Romanum Societatis Iesu (ARSI), dem Archiv der Jesuiten in Rom, und Akten des faschistischen Regimes zum Verhältnis zwischen Papst Pius XI. und Mussolini aus. Er zeigte deren gemeinsame Ablehnung von Demokratie, Parlamentarismus und Religionsfreiheit auf. Dabei zitiert er Pius XI., nach dessen Worten die römisch-katholische Kirche eine wahrhaft totalitäre Organisation sei.
Im Jahr 2020 wurden die zuvor eingeschränkt zugänglichen Akten des vatikanischen Archiv zum Pontifikat Pius’ XII. der historischen Forschung uneingeschränkt zur Verfügung gestellt. David Kertzer war einer von zahlreichen Historikern, die daraufhin die erweiterten Möglichkeiten nutzten.
Mit zahlreichen unveröffentlichten Dokumenten deckte Kertzer im 2022 erschienenen Buch Der Papst, der schwieg bereits wenige Wochen nach dem Ende des Konklaves geheime Verhandlungen zwischen Hitler und Pius XII. auf. Mitte April 1939 entsandte Hitler Prinz Philipp von Hessen, verheiratet mit Prinzessin Mafalda, Tochter des italienischen Königs Viktor Emanuel III., nach Italien. Am 11. Mai 1939 fand ein geheimes Treffen des Prinzen mit dem Papst statt, von dem Kertzer ein Protokoll fand. Pius XII. stellte Bedingungen für einen „Waffenstillstand“. Er betonte: „Ich bin sicher, wenn der Frieden zwischen Kirche und Staat wiederhergestellt ist, werden alle zufrieden sein. Das deutsche Volk eint die Liebe zum Vaterland. Sobald wir Frieden haben, werden die Katholiken loyal sein, mehr als alle andere.“
Kertzer zeigte auch, wie sehr sich Mussolini auf den italienischen Klerus und religiöse Institutionen verließ, um die Unterstützung der Bevölkerung für den Eintritt in den Krieg zu erhalten, und wie es sowohl Mussolini als auch Hitler gelang, den Papst zu ihrem eigenen Vorteil zu manipulieren. Vor allem erklärt Kertzer, warum Pius XII. trotz unwiderlegbarer Beweise für die andauernde Vernichtung der Juden die Gräueltaten der Nazis nie angeprangert hat, damit, dass er es vorzog, die Rolle des moralischen Führers aufzugeben, anstatt die Existenz der Kirche aufs Spiel zu setzen.

## Ehrungen
- 1969: Phi Beta Kappa, magna cum laude, Brown University
- 1972–1973: Woodrow Wilson Dissertation Fellow
- 1978: Fulbright Senior Lecturer, Universität Catania
- 1982–1983: Fellow, Center for Advanced Study in the Behavioral Sciences, Stanford University
- 1986–1987: Guggenheim Fellowship
- 1995–1996: Fellow, National Endowment for the Humanities
- 2000: Fulbright Chair, Universität Bologna
- 2005: Fellow, American Academy of Arts and Sciences
- 2015: Pulitzer Prize für Biografie

## Schriften (Auswahl)
- Comrades and Christians, religion and political struggle in Communist Italy. 1980
- Die Entführung des Edgardo Mortara. Ein Kind in der Gewalt des Vatikans. Übersetzung Michael Müller. Hanser, München 1998, ISBN 978-3-446-19488-5.
- Die Päpste gegen die Juden. Der Vatikan und die Entstehung des modernen Antisemitismus, Übersetzung Klaus-Dieter Schmidt. Propyläen Verlag, Berlin/München 2001, ISBN 978-3-549-07147-2
- Der erste Stellvertreter. Papst Pius XI. und der geheime Pakt mit dem Faschismus, Übersetzung Martin Richter. Theiss Verlag, Darmstadt 2016, ISBN 978-3-8062-3382-7
- Der Papst, der schwieg. Die geheime Geschichte von Pius XII., Mussolini und Hitler, Übersetzung Tobias Gabel und Martin Richter. WBG Theiss, Darmstadt 2023, ISBN 978-3-8062-4502-8.